# .tl
.tl為東帝汶國家及地區頂級域（ccTLD）的域名。該域名於2005年3月23日啟用。該域名不得用於淫穢色情網站以及垃圾郵件。
该域名有两个来源：一是德顿语Timor Lorosa'e，二是葡萄牙语Timor-Leste。

## 外部連結
- IANA .tl whois information（页面存档备份，存于）